# 崔慶萬 (軍人)
崔 慶萬（チェ・ギョンマン、최경만）は、満州国軍および大韓民国陸軍の軍人。創氏改名時の日本名は鶴原武雄。

## 経歴
1911年、咸鏡北道清津に生まれる。鍾城中学校卒業。
1937年9月、中央陸軍訓練処第5期卒業。同年12月、歩兵少尉に任官し、歩兵第28団に勤務。1938年9月、間島特設隊に配属。歩兵第1連排長を務めた。1940年7月1日、鶴原武雄に創氏改名。1941年3月、歩兵中尉進級。1943年3月1日、光明中学校配属将校。同年5月、勲六位景雲章を受章。
第2次世界大戦終戦時は第6軍管区歩兵第7団第2連上尉連長。
1946年12月、警備士官学校第2期卒業、任少尉（軍番10198番）。
1948年10月、第6連隊副連隊長（少領）。
1950年4月22日、陸軍本部高級副官（中領）。
1950年10月16日、咸鏡北道地区戒厳民事部長（大領）。
1951年5月15日、忠清北道地区兵事区司令官。
1952年10月、慶尚南道地区兵事区司令官。
1953年8月13日、全羅南道地区兵事区司令官。
1954年6月10日、陸軍本部軍史監。
1957年8月、教育総本部参謀部長。
1959年6月、第2軍団副軍団長。
准将で予備役編入後は東西石油化学顧問を務めた。
2008年4月29日に民族問題研究所と親日人名辞典編纂委員会が発表した親日人名辞典収録対象者軍部門に記載。